# Colonne d'extraction
Une colonne d'extraction est une unité d'extraction liquide-liquide. Dans ces colonnes, l'extraction est effectuée à contre-courant. Il y a une variété de modèles, mais le procédé est basé sur un principe de fonctionnement commun.

## Fonctionnement
Dans une colonne verticale, le liquide le plus lourd (par exemple, le mélange contenant la substance à extraire) est introduit en continu dans la partie supérieure. Au fond, le liquide le plus léger est introduit (par exemple le milieu d'extraction). 
Les deux liquides sont introduits via des spirales de distributeurs pour obtenir une distribution fine.
Au fur et à mesure que le liquide le plus lourd s'écoule dans la colonne, le liquide le plus léger diffuse vers le haut. Il se trouve entre les nombreuses petites gouttes pour le transfert de masse et l'extrait passe du liquide porteur vers le milieu d'extraction. Appareils et accessoires appropriés favorisent un mélange intensif, ce qui conduit à un mélange et une séparation performants. 
Le liquide le plus léger est récupéré en haut de la colonne tandis que le liquide le plus lourd est récupéré en bas.

## Types
Il existe différents types de colonnes d'extraction :
- colonnes gravitaires : sans agitation mécanique autre que l'écoulement : colonnes à garnissage et colonnes à plateaux perforés ;

- colonnes à agitation mécanique : colonnes à compartiments agités et colonnes pulsées.

### Colonne à garnissage
La colonne à garnissage permet d'augmenter la surface d'échange entre les liquides. Diverses formes et matériaux sont utilisés (par exemple, les anneaux de Pall ou les selles de Berl).

### Colonne pulsée à plateaux perforés
Les colonnes pulsées à plateaux perforés présentent de très bonnes performances de séparation en raison de la division et de l'écoulement multiples des liquides. La phase légère introduite par le bas circule vers le haut à travers la phase lourde, s'accumulant sous les plateaux perforés et poussant à travers les trous. Le liquide est divisé ainsi en plusieurs petites gouttes.
L'agitation est réalisée au moyen d'un pulsateur, qui est généralement une pompe à piston. Celui-ci se trouve au bas de la colonne, ce qui amène le mélange dans la colonne. Il augmente l'efficacité de séparation, puisque les gouttes produites par les perforations des plateaux sont distribuées sous une forme plus petite et plus fine. Ceci apporte une plus grande surface pour le transfert de masse.
Sans un tel pulsateur, l'efficacité de séparation de la colonne diminuerait significativement, du fait qu'aucun transfert de masse important entre les deux liquides ne serait assuré.